# لندن ليجراند
لندن ليجراند (بالإنجليزية: London LeGrand)‏ هو مغني أمريكي، ولد في 30 يوليو 1974.

## وصلات خارجية
- الموقع الرسمي